# Frieda Haller
Frieda Haller (* 5. Juli 1888 in Lübz als Frieda Völker; † 9. März 1972 in Schwerin) war eine deutsche Hausangestellte und Politikerin (SPD/SED). Sie gehörte von 1926 bis 1932 dem Landtag des Freistaates Mecklenburg-Schwerin an.

## Leben
Frieda Haller wurde als jüngere Tochter des Schuhmachermeisters Johannes Völker (* 1852) in Lübz geboren. Sie besuchte die Volksschule und arbeitete ab 1903 als Dienstmädchen und Plätterin in Mecklenburg und Berlin. Im Jahr 1913 heiratete sie den Tischler Wilhelm Haller (1888–1964), der nach dem Ersten Weltkrieg Parteizeitungs-Geschäftsführer in Schwerin, ab 1945 Bürgermeister von Damm und von 1946 bis 1952 Mitarbeiter im Ministerium für Landwirtschaft der Landesregierung Mecklenburg war. Nach ihrer Eheschließung war Frieda Haller Hausfrau. Daneben engagierte sie sich ehrenamtlich in Parteigremien und war Vorstandsmitglied  und Hauspflegerin der Arbeiterwohlfahrt in Schwerin. Außerdem gehörte sie ab 1929 dem Vorstand des Arbeiter-Abstinentenbundes in Schwerin an. Im Juni 1926 wurde sie Abgeordnete des Landtages des Freistaates Mecklenburg-Schwerin, erneut in den Jahren 1927 und 1929. Nach der Zwangsvereinigung von SPD und KPD 1946 war sie Parteifunktionärin der SED und von 1946 bis 1949 Leiterin für Frauenarbeit.